# Friedrich-Wilhelm-Platz (Berlins tunnelbana)
Friedrich-Wilhelm-Platz är en tunnelbanestation på linje U9 i Berlins U-Bahn och ligger i Friedenau i distriktet Tempelhof-Schöneberg. BVG driver stationen under den interna förkortningen Fw. Stationen är 640 meter från S-Bahn- och U-Bahn-stationen Bundesplatz och 677 meter från Walther-Schreiber-Platz tunnelbanestation.

## Galleri

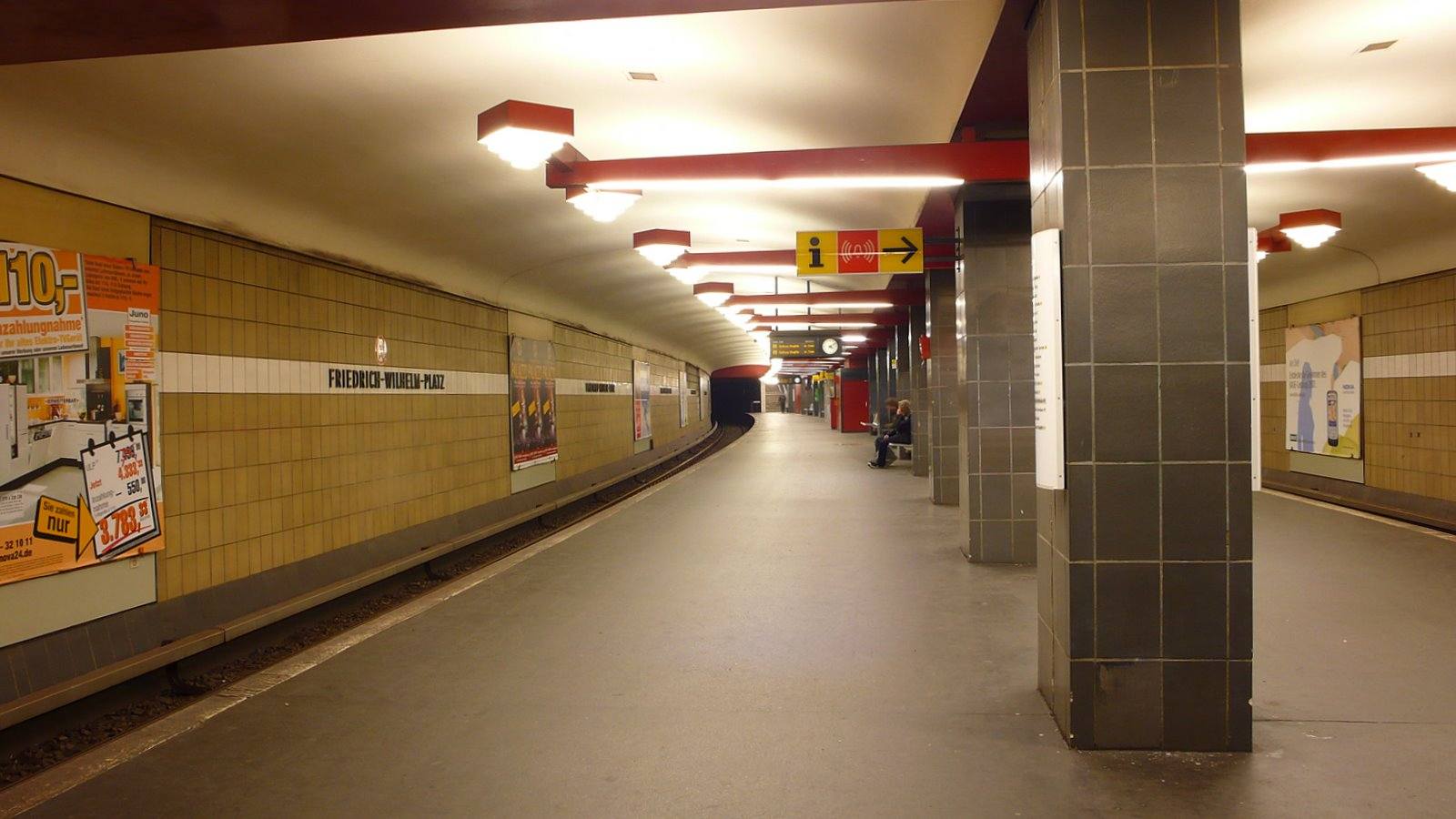
U-Bahnstationens plattform innan renoveringen börjar.
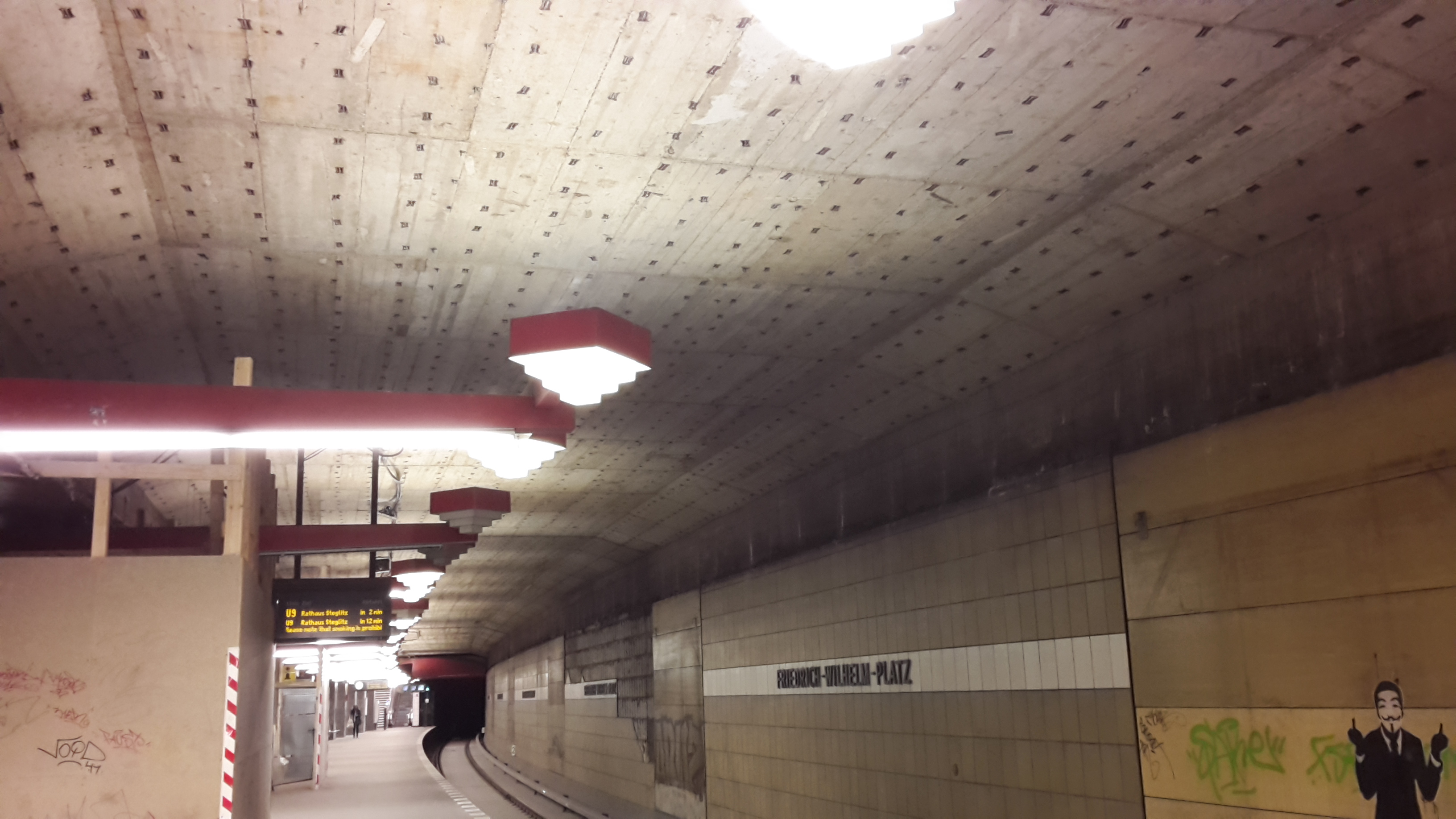
Plattformen under renovering, april 2017.

## Förbindelse
Vid tunnelbanestationen kan man byta till busslinjerna 186 och 246 som drivs av Berliner Verkehrsbetriebe.